# 根尾村立大須小学校
根尾村立大須小学校 （ねおそんりつ おおすしょうがっこう）は、かつて岐阜県本巣郡根尾村（現・本巣市）に存在した公立小学校。

## 概要
- 根尾村東部（上大須・下大須）が校区であった。1970年廃校。

## 沿革
上大須地区・下大須地区は義務教育免除地に指定され、正式な学校の設立は1903年のことである。
- 1875年（明治8年） - 下大須村の福寿寺[注釈 2]の住職が私塾を開く。
- 1903年（明治36年） - 東根尾村下大須に大須尋常小学校として開校。上大須に上大須分教場を設置。
- 1904年（明治37年）4月1日 - 東根尾村、中根尾村、西根尾村が合併し、根尾村が発足。新築移転。
- 1941年（昭和16年）4月1日 - 大須国民学校に改称する。
- 1947年（昭和22年）4月1日 - 根尾村立大須小学校に改称する。根尾中学校大須分校を併設。
- 1963年（昭和38年）12月 - 新校舎が完成。上大須分校を廃止。
- 1965年（昭和40年）10月 - 大須中学校が廃校。大須小学校は単独校となる。
- 1970年（昭和45年）3月 - 松田小学校に統合され、廃校。松田小学校大須分校となる。